# Famille von Meyendorff
La famille von Meyendorff est une famille de la noblesse allemande de la Baltique portant le titre de baron. Elle est issue des barons von Uexküll. La branche des Meyendorff issue des Uexküll s’est formée dans le troisième quart du XVe siècle.

## Historique

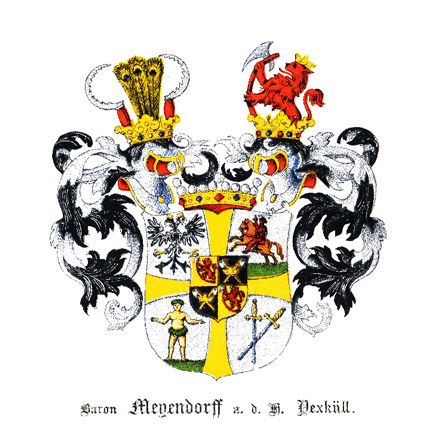
Armoiries des barons de Meyendorff

Les frères Jakob et Otto Johann von Uexküll, descendants d’Heinrich von Uexküll (dit Heinrich l’Ancien), seigneur de Limmat (vers 1470), accèdent au titre de baron, ainsi que leur neveu Wolter Reinhold von Uexküll (1627-1693), et leur cousin germain Lage von Uexküll, lorsque la Livonie est sous souveraineté suédoise, sous le règne de Charles XI. Ils sont seigneurs du domaine de Meyendorff et deviennent donc barons de Meyendorff de la branche Uexküll. Leurs titres et privilèges sont reconnus par les assemblées de la noblesse des gouvernements d’Estland, de Livonie et de Courlande au XVIIIe siècle, lorsque ces territoires entrent dans l’Empire russe, puis ils sont reconnus dans la noblesse russe, le 20 décembre 1865, par le Conseil d’État.

## Personnalités
- Kasimir von Meyendorff (1749-1813), général de cavalerie de l’armée impériale russe, gouverneur de Livonie et de Vyborg, seigneur de Mazstraupe (Klein-Roop)
  - Kasimir von Meyendorff (1794-1854), fils du précédent, seigneur de Mazstraupe (Klein-Roop)
    - Felix von Meyendorff (1834-1871), fils du précédent, seigneur de Mazstraupe (Klein-Roop), diplomate, neveu de l’ambassadeur Pierre de Meyendorff (1796-1863)
      - Michael von Meyendorff (1861-1941), fils du précédent, officier de l’armée impériale russe, époux de Nadejda Alexandrovna Veriguina (Kazakova), propriétaire du château Meyendorff, actuellement résidence du président de la fédération de Russie
      - Alexandre von Meyendorff (1869-1964), frère du précédent, député de la douma impériale
      - Michel ou Mikhaïl von Meyendorff, frère du précédent, 1er secrétaire de la mission diplomatique russe à Copenhague

  - Georges de Meyendorff (1794-1863), diplomate
  - Pierre de Meyendorff (1796-1863), fils de Kasimir von Meyendorff, ambassadeur, conseiller secret actuel, grand chambellan de la cour impériale (Oberhofmeister), chevalier de l’Ordre de Saint-André
    - Ernst von Meyendorff (1836-1902), neveu du précédent, conseiller secret actuel, Kammerherr à la cour, diplomate
- Georg von Meyendorff (1794-1879), fils du baron Berend Friedrich Reinhold von Meyendorff et de son épouse, née Anna Gertrud von Stackelberg, général de l'armée impériale russe, chevalier de l’Ordre de Saint-André, seigneur du domaine de Kegel, président du consistoire général luthérien-évangélique de l'Empire russe
  - Theophil von Meyendorff (1838-1919), fils du précédent, général de l’armée impériale russe, seigneur du domaine de Kumna
    - Théophile de Meyendorff, ancien officier de l’armée blanche, exilé à Paris, peintre[1]
      - John Meyendorff (Ivan Féofilovitch von Meyendorff, né Jean Meyendorff) (1926-1992), professeur de théologie orthodoxe à l’université Notre-Dame
        - Paul Meyendorff (1950), fils du précédent, professeur de théologie orthodoxe au séminaire Saint-Vladimir
- Irene von Meyendorff (1916-2001), actrice allemande

## Domaines

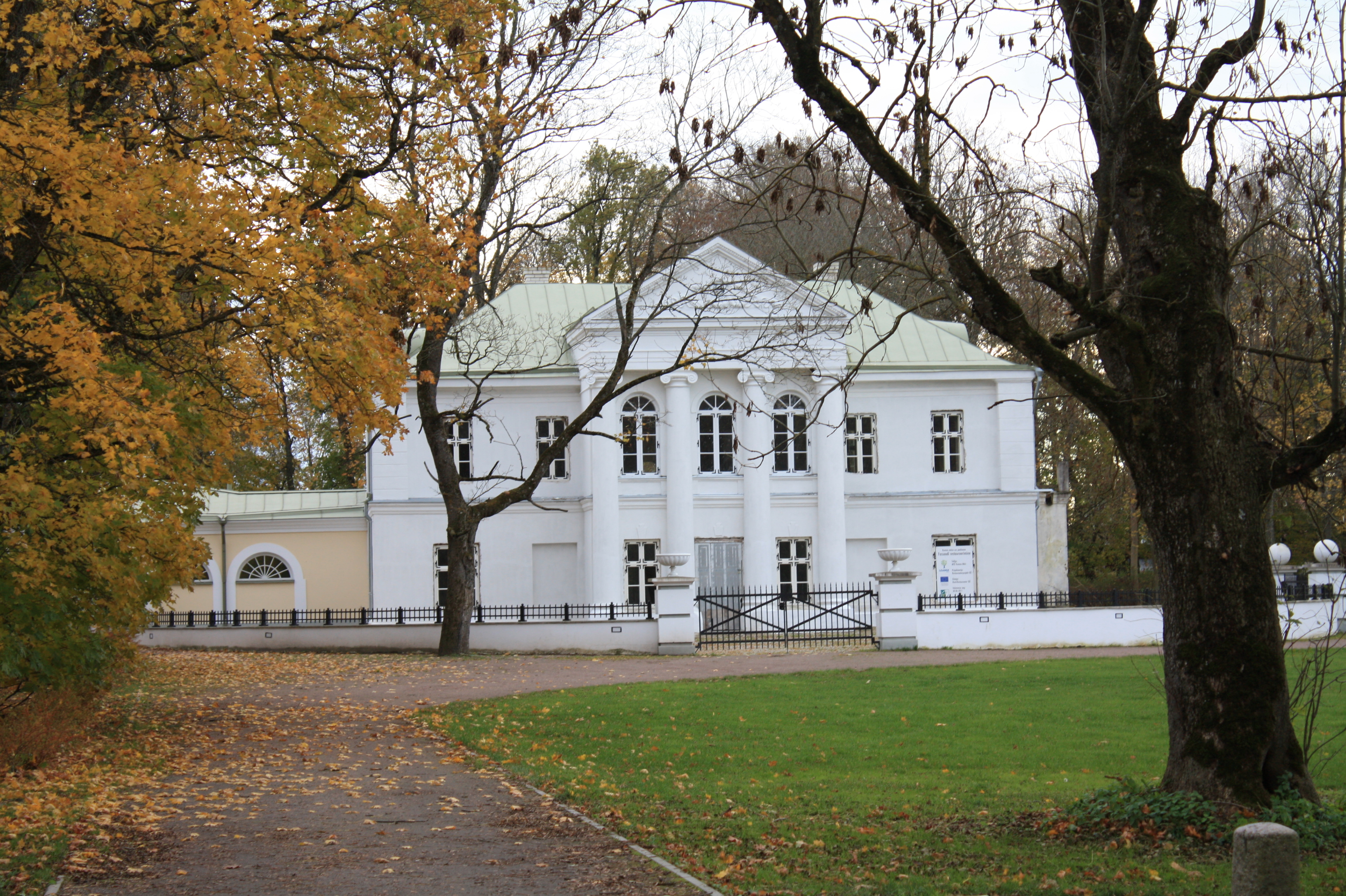
Vue du château de Kumna.

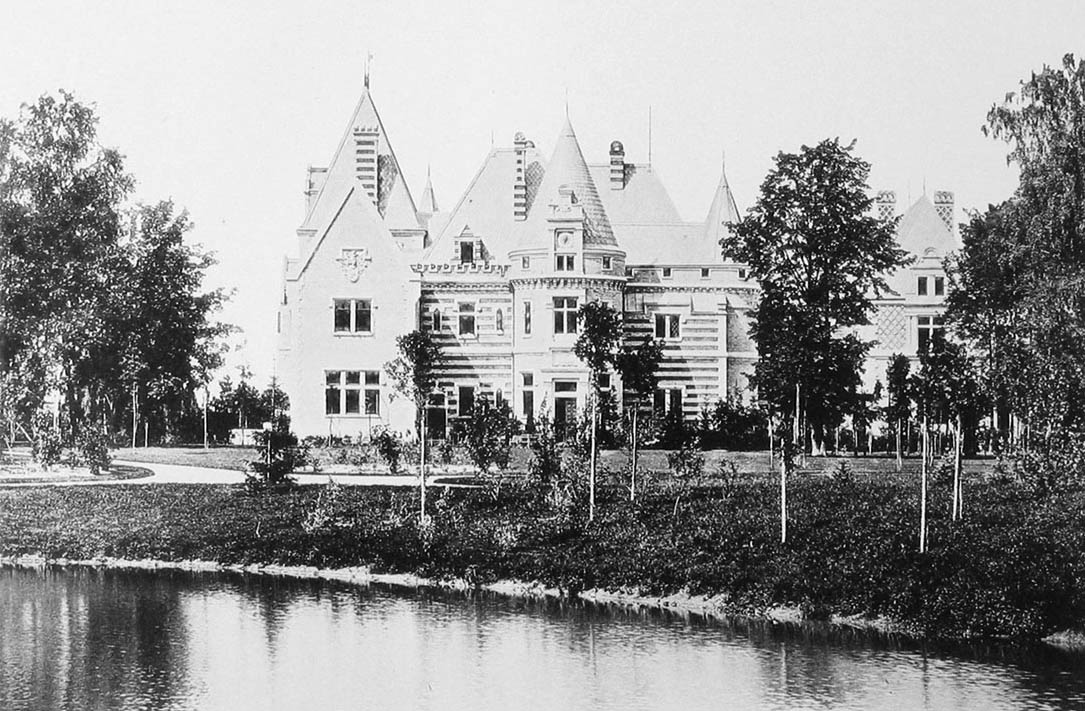
Vue du château Meyendorff, avant la révolution de 1917.

- Domaine de Kegel (aujourd’hui près de Keila en Estonie)
- Domaine de Klein-Roop (aujourd’hui près de Straupe en Lettonie)
- Château de Kumna (aujourd’hui à Kumna en Estonie) de 1893 à 1919
- Château Meyendorff (aujourd’hui à Barvikha en Russie)
- Manoir d'Ocht (aujourd'hui à Harku en Estonie) de 1793 à 1919